# Kista

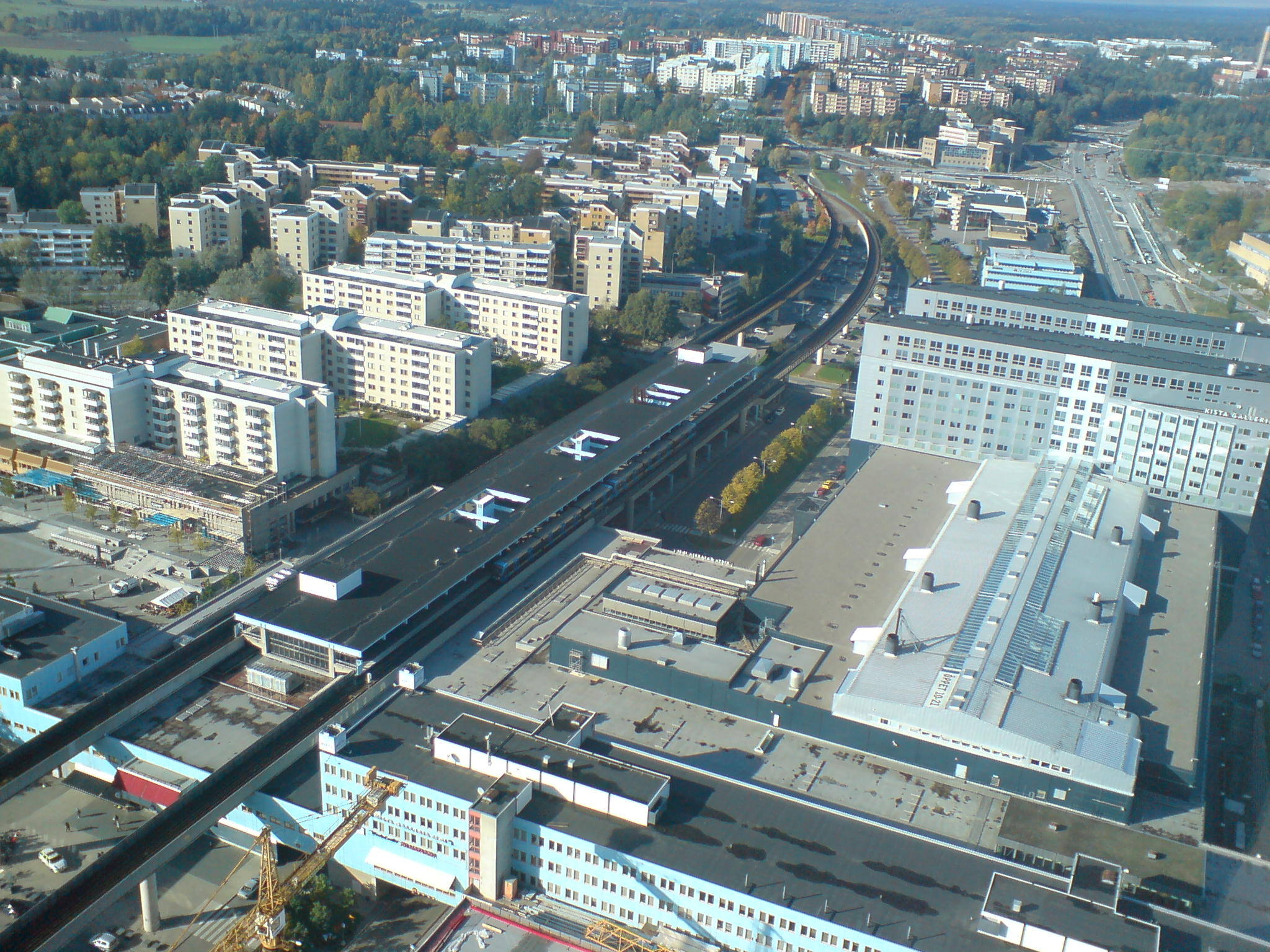
Kista van bovenaf.

Kista (uitgesproken als: Sjiesta) is een wijk in het westen van de gemeente Stockholm. De wijk behoort tot het stadsdeel Rinkeby-Kista. In 2004 had de wijk 10.367 inwoners. De wijk was tot 1 januari 2007 zelfstandig stadsdeel, maar fuseerde toen met het stadsdeel Rinkeby tot Rinkeby-Kista. Kista geldt als het IT-centrum van Zweden, en zelfs als een van de IT-centra van Europa.
Het metrospoor deelt de wijk door tweeën, waarin er ten westen vooral huizen staan en ten oosten bedrijven. De straten in Kista zijn vernoemd naar personen en plaatsen in IJsland en Denemarken. De naam zelf komt van een boerderij die er nog steeds ligt.
- Het hoogste gebouw van Stockholm, de Kista Science Tower van 128 meter, staat hier ook.
- Einde mei 2013 kwam Kista in het internationale nieuws door het uitbreken van rellen in de aangrenzende wijk Husby. Over de oorzaken van deze rellen is uitvoerig gespeculeerd. De directe aanleiding was het neerschieten van een man door de politie in Husby.[1] Ondanks de nabijheid bleef het grotendeels rustig in Kista, wel werd een school in brand gestoken.[2]